# Doleschallia andamanica
Doleschallia andamanica är en fjärilsart som beskrevs av Moore 1900. Doleschallia andamanica ingår i släktet Doleschallia och familjen praktfjärilar. Inga underarter finns listade i Catalogue of Life.